# زبان یونانی نوین
یونانی نوین (به یونانی Νέα Ελληνικά یا Νεοελληνική Γλώσσα) یا به سادگی یونانی (Ελληνικά) شامل مجموعه‌ای از گویش‌های زبان یونانی است که در دوره معاصر سخن گفته می‌شوند. از جمله یونانی معیار، زبان رسمی یونان، که گاه به آن یونانی نوین معیار گفته می‌شود.
دوره یونانی نوین با پایان دوره یونانی میانه همزمان با سقوط امپراتوری بیزانس در سال ۱۴۵۳ آغاز می‌شود. با این وجود بین یونانی نوین و یونانی میانه مرز مشخصی وجود ندارد و بسیاری از ویژگی‌های بارز زبان نوین قرن‌ها قبل از آن تاریخ و از قرن چهارم میلادی شروع به شکل‌گیری کرده‌اند و می‌توان گفت در بیشتر دوران یونانی نوین، حالت دوزبان‌گونگی در یونان حاکم بوده‌است.

## گویش‌ها
گویش‌های یونانی نوین شامل دموتیکی، کاتارووسا، پونتی، کاپادوکیایی، ماریپولیتیایی، ایتالیایی جنوبی، یوانیک و تساکونیایی است.

## واج‌شناسی و دستور خط
الفبای یونانی ۲۴حرف دارد که در زیر از راست به چپ مرتب گردیده‌اند:
| حروف بزرگ |   |   |   |   |   |   |   |   |   |   |   |   |   |   |   |   |     |   |   |   |   |   |   |
| Α         | Β | Γ | Δ | Ε | Ζ | Η | Θ | Ι | Κ | Λ | Μ | Ν | Ξ | Ο | Π | Ρ | Σ   | Τ | Υ | Φ | Χ | Ψ | Ω |
| حروف کوچک |   |   |   |   |   |   |   |   |   |   |   |   |   |   |   |   |     |   |   |   |   |   |   |
| α         | β | γ | δ | ε | ζ | η | θ | ι | κ | λ | μ | ν | ξ | ο | π | ρ | σ/ς | τ | υ | φ | χ | ψ | ω |

تلفظ حروف به شکل زیر است:
| - Α α: آلفا - Β β: بتا - Γ γ: گاما - Δ δ: دلتا - Ε ε: اپسیلن - Ζ ζ: زتا - Η η: اتا - Θ θ: تتا | - Ι ι: یوتا - Κ κ: کاپا - Λ λ: لامبدا - Μ μ: موو - Ν ν: نوو - Ξ ξ: کی سی - Ο ο: اُمیکرون - Π π: پی | - Ρ ρ: رو - Σ σ/ς: سیگما - Τ τ: تاو - Υ υ: آپسیلن - Φ φ: فی - Χ χ: خی - Ψ ψ: سای - Ω ω: اُمگا |

مجموعه‌ای از تغییرات صوتی شدید که از دوره یونانی کوینه آغاز گردید، منجر به تغییرات زیادی در واج‌شناسی یونانی نوین شد به طوری که این زبان از نظر واج‌شناسی نسبت به یونانی باستان به‌طور قابل ملاحظه‌ای متفاوت است. یونان نوین به جای سیستم واکه پیچیده یونانی باستان، با چهار سطح صدا-ارتفاع، تمایز طول و چندین ضرب، دارای یک سیستم ساده متشکل از پنج واکه است. این امر از طریق مجموعه‌ای از ادغام‌ها به ویژه ادغام به سمت /ی/ به وجود آمده‌است. هم‌خوان‌های یونانی نوین انسدادی، واکی یا سایشی هستند و یونان نوین کشش در واکه‌ها یا هم‌خوان‌ها را حفظ نکرده‌است.
الفبای یونانی دارای ۲۴ حرف است که هر کدام یک شکل بزرگ و یک شکل کوچک دارند به علاوه حرف سیگما که علاوه بر دو حالت یاد شده، دارای حالت پایانی نیز هست. یونانی دارای یک دستور خط ترکیبی تاریخی و واجی است و املای تاریخی هنگامی کاربرد دارد که تلفظ واژه، با تلفظ نوین آن یکسان باشد. تا سال ۱۹۸۲ تعدادی نشانهٔ حرکتی نیز مورد استفاده قرار می‌گرفت و در آن سال آن‌ها به‌طور رسمی از الفبای یونانی حذف شدند، زیرا دیگر مطابق با تلفظ نوین زبان نبودند. دستور خط یکنواخت یونانی امروزه در منابع رسمی، مدارس و برای بیشتر موارد روزمره در یونان مورد استفاده قرار می‌گیرد.

## تفاوت‌ها با یونانی باستان
یونانی نوین در صرف و نحو با یونانی باستان تفاوت‌هایی دارد؛ بدین صورت که تعدادی ویژگی را از دست داده و تعدادی ویژگی را به دست آورده‌است.
یونانی نوین این ویژگی‌ها را از دست داده‌است:
- حالت برایی
- وجه تمنایی
- مصدر
- شمار دوتایی
- وجه‌های وصفی
- سوم شخص امری

یونانی نوین این ویژگی‌ها را به دست آورده‌است:
- اسم مصدر
- ذره معین
- فعل کمکی
- نمود